# The Mandalorian (colonna sonora)

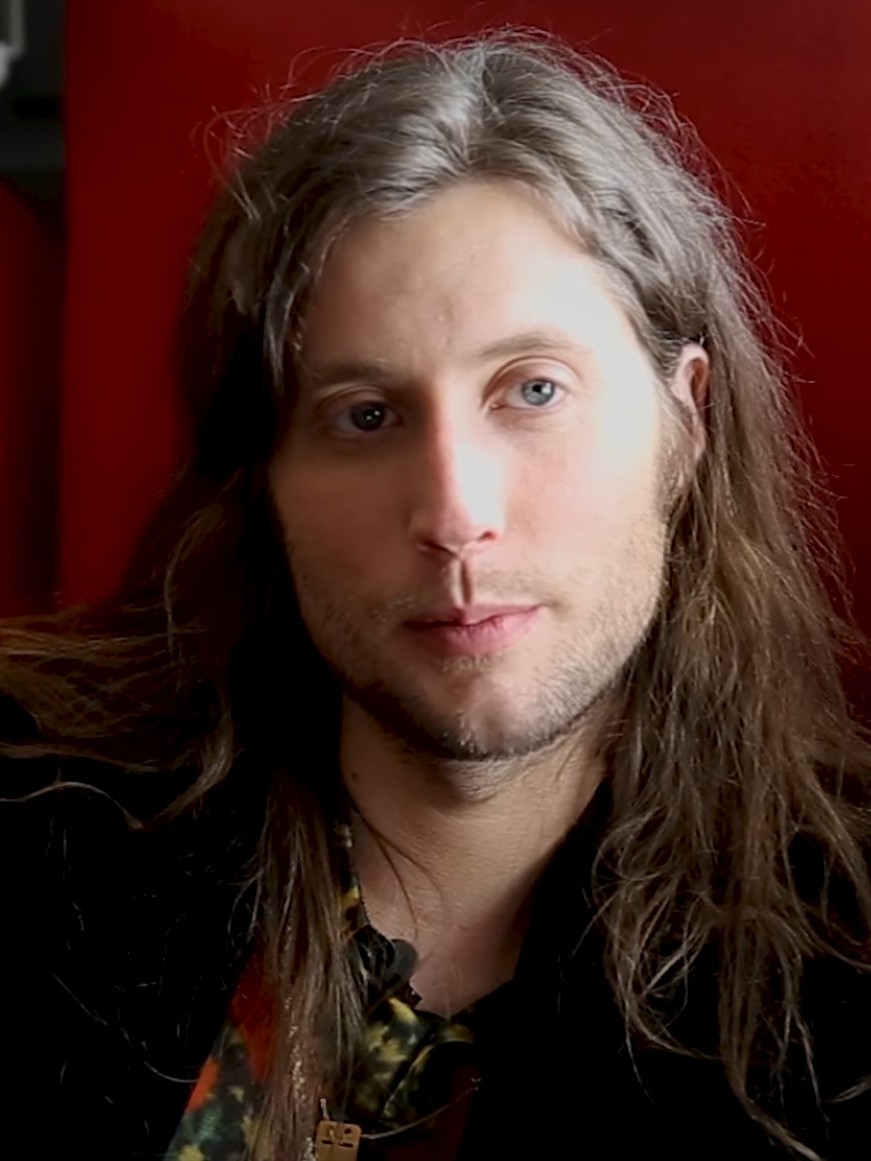
Ludwig Göransson

Di seguito la colonna sonora della serie televisiva statunitense The Mandalorian.
Il compositore Ludwig Göransson è stato raccomandato a Jon Favreau da molti dei suoi precedenti collaboratori, tra cui i registi Ryan Coogler e Anthony e Joe Russo, e il musicista Donald Glover. Favreau sapeva che la musica sarebbe stata importante per la serie a causa dell'impatto della colonna sonora di John Williams sui film di Guerre stellari, ma voleva anche che la musica della serie fosse diversa dai film. Voleva che la serie suonasse "un po' più grintosa, un po' più tagliente e un po' più tecnologica".

## Prima stagione
La colonna sonora della prima stagione di The Mandalorian è stata composta da Ludwig Göransson. Göransson ha incontrato Favreau per la prima volta nel novembre 2018, quando Favreau ha mostrato il concept art del compositore per la serie e ha discusso le sue ispirazioni per la storia e il tono, compresi i film western e sui samurai. Hanno anche discusso di come si sono sentiti quando hanno ascoltato per la prima volta la musica di Guerre stellari di Williams, e Göransson ha deciso di ricreare quei sentimenti e "catturare l'anima di ciò che è Guerre stellari", ma in un modo nuovo. Dopo la discussione sulla serie, Favreau ha inviato le sceneggiature di tutti gli episodi a Göransson. Il compositore ha poi lavorato da solo per un mese, trascorrendo 10 ore al giorno nel suo studio "passando da uno strumento all'altro" e sperimentando suoni diversi. Uno dei primi strumenti con cui Göransson sperimentò fu il flauto dolce. Ha trovato un flauto dolce basso che gli sembrava unico, e lo ha manipolato digitalmente per renderlo più "futuristico"; ed è stato così che è stata creata base del tema principale. Nel tema principale sono presenti anche chitarre, un pianoforte, batteria e sintetizzatori. Favreau e Filoni hanno entrambi approvato i concetti iniziali di Göransson per la serie, in particolare il suo uso del flauto dolce che Göransson ha descritto come "un suono molto originale, distinto e solitario che segue questo pistolero nel suo viaggio".
Favreau voleva che la musica provenisse dalla prospettiva del Mandaloriano, che serviva come sostituto per le espressioni facciali del personaggio dal momento che indossa sempre un elmo. Il tema per il Mandaloriano che Göransson inizialmente scrisse per Favreau viene utilizzato durante i titoli di coda, con Göransson che scrive diversi titoli di coda per alcuni episodi. Lo stile dei crediti finali della serie è stato progettato intorno alla partitura a causa dell'amore di Favreau per la musica di Göransson. Göransson ha anche scritto temi per personaggi secondari come Greef Karga e Cara Dune, un tema per la Razor Crest, uno per tutti i mandaloriani, e un tema itinerante. Quando si è avvicinato per la prima volta a Il Bambino, Göransson ha scritto della musica più vicina al lavoro di Williams per i film poiché sentiva che il personaggio era l'elemento della serie che era più vicino ai film. Ha anche ritenuto che fosse naturale che la musica del personaggio fosse "carina". Tuttavia, Favreau non voleva che questa fosse la direzione per il personaggio poiché il Mandaloriano non considera il Bambino carino. Gli elementi della musica originale di Göransson per il Bambino vengono introdotti più tardi, quando il Mandaloriano vede il Bambino iniziare ad usare la Forza. Göransson voleva differenziare il suono di ogni episodio, ma considerava anche la sua colonna sonora per la prima stagione come una colonna sonora per un singolo film con i temi principali che compaiono in ogni episodio e si sviluppano durante l'intera stagione.
Quando Göransson iniziò a comporre la musica per scene specifiche, si registrò suonando gli strumenti principali e poi aumentò quelle registrazioni con sintetizzatori e altre manipolazioni digitali. Questo è stato poi combinato con le registrazioni di un'orchestra di 70 persone. L'orchestra è stata registrata a Los Angeles da aprile a settembre 2019 e comprendeva molti musicisti che stavano allo stesso tempo registrando la colonna sonora di Williams per Star Wars - L'ascesa di Skywalker (2019). Göransson ha supervisionato la registrazione della colonna sonora con sua moglie, la musicista Serena McKinney. Ha scritto oltre quattro ore di musica per gli otto episodi della stagione. Questa era la maggior parte della musica che aveva scritto per un singolo progetto in quel momento, e ha lavorato alla stagione più a lungo di qualsiasi altro progetto a quel punto.
Göransson ha suonato personalmente molti degli strumenti che ha aumentato con sintetizzatori e altre manipolazioni digitali, accompagnato da un'orchestra di 70 musicisti. Ha scritto oltre quattro ore di musica per gli otto episodi della stagione.
La collaborazione con Göransson venne annunciata il 19 dicembre 2018. Per la prima stagione è stato pubblicato un album per ogni episodio.

### Capitolo 1: Il Mandaloriano
Il 12 novembre 2019 venne pubblicato per il download digitale l'album della colonna sonora del primo episodio della prima stagione di The Mandalorian.
Tracce
1. Hey Mando! – 2:13
2. Face to Face – 5:12
3. Back for Beskar – 2:25
4. HammerTime – 2:17
5. Blurg Attack – 1:25
6. You Are a Mandalorian – 3:55
7. Bounty Droid – 3:02
8. The Asset – 1:35
9. The Mandalorian – 3:18

### Capitolo 2: Il Bambino
Il 15 novembre 2019 venne pubblicato per il download digitale l'album della colonna sonora del secondo episodio della prima stagione di The Mandalorian.
Tracce
1. Walking on Mud – 1:38
2. Jawas Attack – 3:46
3. Trashed Crest – 2:18
4. To the Jawas – 1:35
5. The Egg – 2:54
6. The Mudhorn – 3:00
7. Celebration – 3:31
8. The Next Journey – 2:35

### Capitolo 3: Il peccato
Il 22 novembre 2019 venne pubblicato per il download digitale l'album della colonna sonora del terzo episodio della prima stagione di The Mandalorian.
Tracce
1. A New Day – 5:30
2. Mandalore Way – 3:21
3. Signet Forging – 2:02
4. Second Thoughts – 4:19
5. Whistling Bird – 2:22
6. Mando Rescue – 2:14
7. I Need One of Those – 1:34

### Capitolo 4: Il rifugio
Il 29 novembre 2019 venne pubblicato per il download digitale l'album della colonna sonora del quarto episodio della prima stagione di The Mandalorian.
Tracce
1. The Ponds of Sorgan – 3:09
2. Off the Grid – 1:47
3. Can I Feed Him? – 3:34
4. Training the Plebs – 3:10
5. Camp Attack – 2:22
6. Spirit of the Woods – 5:10
7. Stay – 2:21
8. Mando Says Goodbye – 1:20

### Capitolo 5: Il pistolero
Il 6 dicembre 2019 venne pubblicato per il download digitale l'album della colonna sonora del quinto episodio della prima stagione di The Mandalorian.
Tracce
1. Warm or Cold – 1:39
2. Bright Eyes – 1:40
3. Stuck with Me Now – 2:26
4. Speederbikes – 1:21
5. Raiders – 1:20
6. Night Riders – 3:29
7. The Hangar – 6:06
8. Farewell – 2:09

### Capitolo 6: Il prigioniero
Il 13 dicembre 2019 venne pubblicato per il download digitale l'album della colonna sonora del sesto episodio della prima stagione di The Mandalorian.
Tracce
1. Welcome Back – 3:49
2. The Gang – 2:06
3. Greatest Warriors in the Galaxy – 1:29
4. Let's Just Do It – 1:22
5. Hyperspace – 2:50
6. Little Mousey – 2:54
7. Tracking Beacon – 2:58
8. My Saviour – 1:07
9. Mando on the Move – 1:13
10. Nice Family – 2:25
11. Mando's Back – 7:15

### Capitolo 7: La resa dei conti
Il 18 dicembre 2019 venne pubblicato per il download digitale l'album della colonna sonora del settimo episodio della prima stagione di The Mandalorian.
Tracce
1. Man of Honour – 2:19
2. Reprogram – 2:32
3. Kuiil – 1:22
4. The Standoff – 2:57
5. Black Skies – 4:37
6. This Is It – 1:57
7. The Arrival – 3:16
8. The Mandalorian – 2:20

### Capitolo 8: Redenzione
Il 27 dicembre 2019 venne pubblicato per il download digitale l'album della colonna sonora dell'ottavo episodio della prima stagione di The Mandalorian.
Tracce
1. Check Point – 1:21
2. Nurse Droid – 1:08
3. The Ewebb – 4:06
4. A Thousand Tears – 4:06
5. Nurse and Protect – 3:59
6. A Warrior's Death – 3:07
7. What Remains in the Tunnels – 3:10
8. Clan of Two – 3:32
9. Sacrifice – 3:29
10. Mando Flies – 2:04
11. The Baby – 3:20

## Seconda stagione
Per la seconda stagione Ludwig Göransson riutilizza alcuni dei temi musicali che ha introdotto nella prima stagione per l'attaccamento emotivo che il pubblico ha sviluppato, ciò li ha permesso di "dare immediatamente ciò che vogliono: usando i temi con armonie diverse o strumentazioni diverse, la gente li riconoscerà comunque immediatamente". Nella stagione, Göransson sentiva di usare il tema principale "in molte nuove e diverse iterazioni". Ha spiegato che il tema del Mandaloriano è stato suonato principalmente al flauto dolce durante la prima stagione per sottolineare il suo "viaggio da uomo solitario", ma è stata usata anche la chitarra in alcuni flashback riguardanti l'infanzia del personaggio. Nella seconda stagione, per il tema del Mandaloriano è stata usata principalmente la chitarra elettrica per mostrare la nuova sicurezza del personaggio e il suo rapporto con Grogu. Göransson utilizza una chitarra elettrica Ibanez a otto corde.
Crea anche nuovi temi con nuovi suoni e idee per ogni episodio della stagione, in quanto ogni episodio ha un genere, un'ambientazione e dei personaggi diversi. Nell'episodio Capitolo 9: Lo sceriffo utilizza un'atmosfera "rock and roll e heavy metal" in omaggio alle musiche scritte da Ennio Morricone per i film western di Sergio Leone. Nell'episodio Capitolo 10: Il passeggero è presente il tema di Göransson per Grogu, scritto durante lo sviluppo della prima stagione. È suonato su un pianoforte elettrico Fender Rhodes, che Göransson ha paragonato all'uso del glockenspiel e della celesta di John Williams nei film di Guerre stellari per creare una "sensazione di libro di fiabe o di magia". Per l'introduzione di Bo-Katan Kryze nell'episodio Capitolo 11: L'erede, Göransson ha usato dei suoni distorti da un sintetizzatore per creare un suono industriale che corrispondesse alla "velocità e all'energia" del personaggio. Anche il tema di Boba Fett utilizza dei suoni distorti, ispirati agli effetti sonori che Rodriguez ha aggiunto alla sua versione iniziale dell'episodio Capitolo 14: La tragedia. La prima stagione non contiene alcun riferimento ai temi originali di Williams, ma ci sono state molte conversazioni tra Göransson e i produttori su come "giocare un po' con i temi di Guerre stellari" nella seconda stagione, che hanno portato a diverse inclusioni: Göransson fa riferimento al tema di Williams per Yoda nell'episodio Capitolo 13: La Jedi quando viene menzionato il personaggio, e riprende il tema di Williams per la Forza quando Luke Skywalker appare nell'episodio Capitolo 16: Il salvataggio. Utilizza anche il tema di Kevin Kiner per Ahsoka Tano da Star Wars: The Clone Wars per le scene con l'omonimo personaggio.
La sfida più grande per il team di post-produzione della seconda stagione è stato registrare la parte orchestrale della colonna sonora durante la pandemia di COVID-19. Per i primi sette episodi è stata registrata da un'orchestra composta da 30 musicisti, che suonavano degli strumenti ad arco, con i musicisti che indossavano le mascherine e con il corretto distanziamento sociale (2 metri di distanza tra uno e l'altro). per l'episodio finale l'orchestra ha raggiunto i 40 musicisti per quanto riguarda gli strumenti ad arco, mentre sono stati aggiunti oltre 12 musicisti che suonavano gli ottoni e i legni. Per rispettare le norme sanitarie e le regole del sindacato dei musicisti, l'orchestra degli strumenti ad arco è stata registrata in giorni separati dai musicisti degli ottoni e dei legni. Altri musicisti sono stati registrati a distanza. Le diverse registrazioni sono poi state combinate per produrre la colonna sonora finale. Le varie registrazioni della colonna sonora sono avvenute da luglio a settembre 2020.

### Volume 1 (Capitoli 9-12)
Il 20 novembre 2020 è stato pubblicato per il download digitale l'album della colonna sonora degli episodi uno, due, tre e quattro della seconda stagione di The Mandalorian.
Tracce
1. Mando Is Back – 4:04
2. Enjoy the Fights – 2:55
3. The Marshal's Tale – 6:05
4. Tusken Raiders – 3:18
5. Get the Child – 2:06
6. Beneath the Ice – 5:25
7. Snacks – 2:46
8. Reunited – 1:40
9. Ship o hoj, Mandalorians! – 7:59
10. Long Live the Empire – 4:05
11. Back Together – 2:19
12. Experiment – 5:16
13. Quite a Soldier – 2:46

### Volume 2 (Capitoli 13-16)
Il 18 dicembre 2020 è stato pubblicato per il download digitale l'album della colonna sonora degli episodi cinque, sei, sette e otto della seconda stagione di The Mandalorian.
Tracce
1. The Sorcerer – 3:32
2. The Story – 6:48
3. A Mandalorian and a Jedi – 1:57
4. Ahsoka Lives – 3:43
5. The Seeing Stone – 2:12
6. Capture the Flag – 5:38
7. The Armor – 2:43
8. Invaders on Their Land – 2:48
9. Brown Eyes – 2:51
10. Rest in Peace – 2:44
11. Activated – 6:08
12. The Sword – 3:07
13. Troopers – 2:33
14. A Friend – 3:52
15. Open the Door – 4:52
16. Come with Me – 2:45

## Terza stagione
Nel febbraio 2023 è stato annunciato che Joseph Shirley avrebbe composto la colonna sonora della terza stagione, sostituendo Ludwig Göransson. In precedenza, Shirley aveva fornito musica aggiuntiva per le prime due stagioni e aveva utilizzato i temi di Göransson per comporre la colonna sonora de The Book of Boba Fett.

### Volume 1 (Capitoli 17-20)
Il 29 marzo 2023 è stato pubblicato per il download digitale l'album della colonna sonora degli episodi uno, due, tre e quattro della terza stagione di The Mandalorian.
Tracce
1. The Living Waters – 3:27
2. The Apostate – 1:58
3. High Magistrate – 3:41
4. We Got Pirates – 3:24
5. A Castle – 3:34
6. Back for a Tune Up – 2:12
7. Mando's in Trouble – 4:35
8. The Old Mines – 3:02
9. I Swear on My Name – 2:31
10. Attack on the Gauntlet – 5:27
11. Amnesty Scientist – 4:05
12. Coruscant Street Fair – 3:33
13. Worth the Risk – 2:02
14. L52 – 3:26
15. You Are One of Us – 3:55
16. Playtime's Over – 3:58
17. There Are No Others – 5:39
18. Quest for a Foundling – 5:09
19. Double Signet – 1:44

### Volume 2 (Capitoli 21-24)
Il 21 aprile 2023 è stato pubblicato per il download digitale l'album della colonna sonora degli episodi cinque, sei, sette e otto della terza stagione di The Mandalorian.
1. Adelphi Jukebox – 1:47
2. Imperial Thinking – 3:12
3. Siege on Nevarro – 5:45
4. Open Fire Below – 2:24
5. Walk the Way Together – 2:04
6. All's Fair in Love and War – 3:36
7. Plazir Royal Hall – 3:04
8. Battle Droids – 1:39
9. A Challenge – 4:15
10. Welcomed Guests – 3:21
11. Langskib – 2:40
12. The Great Forge – 8:11
13. Sleeping Beauties – 3:29
14. Let's Take Back Our Planet – 4:21
15. Stronger Togethes – 5:00
16. Forever Forged in My Heart – 7:28